# Цакканополи
Цакканополи (итал. Zaccanopoli) — коммуна в Италии, располагается в регионе Калабрия, подчиняется административному центру Вибо-Валентия.
Население составляет 892 человека, плотность населения составляет 149 чел./км². Занимает площадь 6 км². Почтовый индекс — 88030. Телефонный код — 0963.
Покровителем коммуны почитается Пресвятая Богородица (Дева Мария Снежная), празднование 5 августа.